# Joan Josep Grau i Folch
Joan Josep Grau i Folch (Amposta, 25 de setembre de 1951) és una economista i polític català.

## Biografia
Llicenciat en ciències econòmiques per la Universitat de Barcelona en 1976. Ha treballat com a coordinador tècnic del Consell Intercomarcal de les Terres de l'Ebre (1979-1984) i com a professor tutor de la UNED. És membre d'Òmnium Cultural i d'Amnistia Internacional. El 1977 fou membre del comitè executiu a les terres de l'Ebre del Congrés de Cultura Catalana i tècnic-assessor de la Comissió Representativa del Baix Ebre-Montsià.
Afiliat a Convergència Democràtica de Catalunya des de 1979. Fou elegit diputat a les eleccions al Parlament de Catalunya de 1984 i 1988 per la província de Tarragona per Convergència i Unió. De 1989 a 1992 ha estat president de la Comissió del Síndic de Greuges del Parlament de Catalunya. Ha estat també membre del comitè executiu de la Cambra de Comerç i Indústria de Tortosa en 1985-1986 i ha escrit diversos llibres sobre temes econòmics. És autor dels volums de la col·lecció Catalunya Comarcal sobre de les comarques del Baix Ebre, el Montsià, la Ribera d'Ebre i la Terra Alta, editada pel Departament de Política Territorial de la Generalitat de Catalunya, i el volum núm. 13 de la Gran Geografia Comarcal de Catalunya.

## Obres
- El Montsià: estructura i dinàmica socioeconòmica (1982)
- L'economia del Baix Ebre (1985) amb Federico Mayor Zaragoza
- La ribera d'Ebre: transformacions socioeconòmiques i perspectives de futur (1989) amb Jesús Sorribes i Montserrat
- La Terra Alta: estructures productives i evolució social (1993) amb Rosa Arrufat i Viñoles i Joan Sabaté i Borràs